# Ketil
Il Ketil è una montagna della Groenlandia di 2003 m. Si trova a 60°25'N 44°31'O; appartiene al comune di Kujalleq.